# Ringstraße

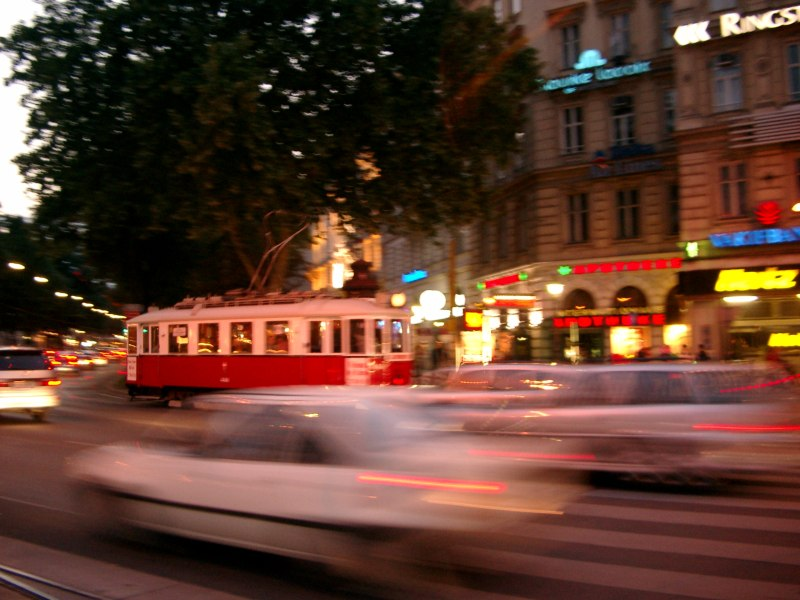
Vista noturna da Ringstraße.

A Ringstraße ("Ringstrasse") é uma grande avenida circular de 5,3 km (3,3 milhas) que serve como um anel viário em torno do histórico distrito de Innere Stadt (Cidade Interior) de Viena, Áustria. A estrada está localizada em locais onde ficavam fortificações medievais da cidade, incluindo muros altos e as amplas muralhas de campo aberto (glacis), entrecortadas por caminhos que ficavam à sua frente.
Foi construído após o desmantelamento das muralhas da cidade em meados do século 19. De 1860 a 1890, muitos grandes edifícios públicos foram erguidos ao longo da Ringstrasse em um estilo historicista eclético, às vezes chamado de Ringstraßenstil ("estilo Ring Road"), usando elementos da arquitetura clássica, gótica, renascentista e barroca.
Por causa de sua beleza arquitetônica e história, a Ringstrasse de Viena tem sido chamada de "senhor dos anéis" e é designada pela UNESCO como parte do Patrimônio Mundial de Viena.

## História

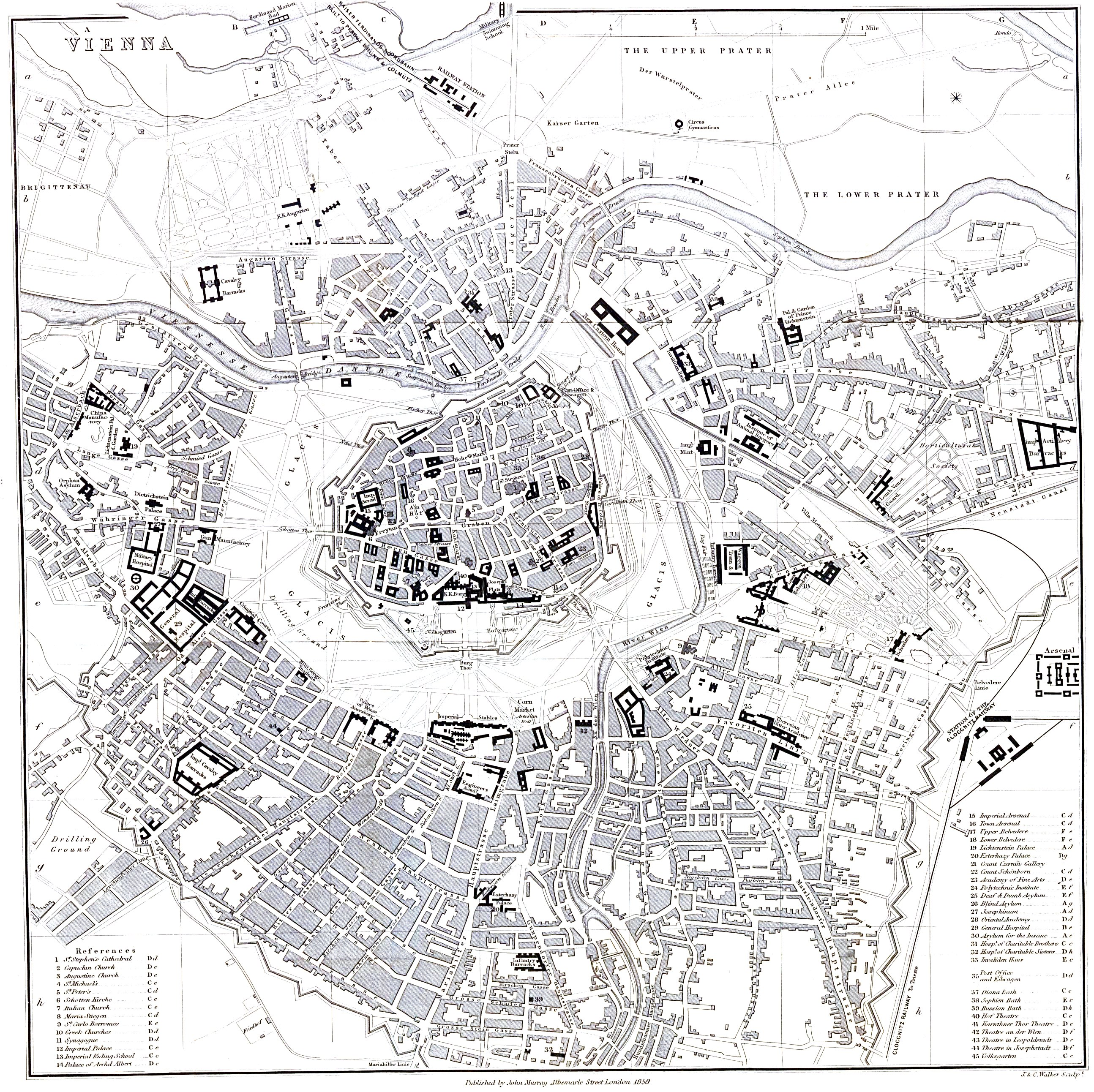
Plano da cidade de Viena (ou Viena em alemão) em 1858, mostrando o contexto antes da construção do anel boulevard e localização das antigas muralhas e geleiras da cidade em torno do centro da cidade

Esta grande avenida foi construída para substituir as muralhas da cidade, que haviam sido construídas durante o século 13 e financiadas pelo pagamento de resgate derivado da libertação de Ricardo Coração de Leão, Ricardo I da Inglaterra, e reforçada como consequência do Primeiro Cerco Turco em 1529 e da Guerra dos Trinta Anos em 1618.  As muralhas foram cercadas por uma geleira de cerca de 500 m de largura, onde edifícios e vegetação foram proibidos por razões militares defensivas. Mas no final do século 18 essas fortificações se tornaram obsoletas. Sob o imperador José II, ruas e passarelas foram construídas nas geleiras, iluminadas por lanternas e ladeadas por árvores.  Artesãos construíram oficinas ao ar livre, e barracas foram montadas. Mas a Revolução de 1848 foi necessária para desencadear uma mudança mais significativa.

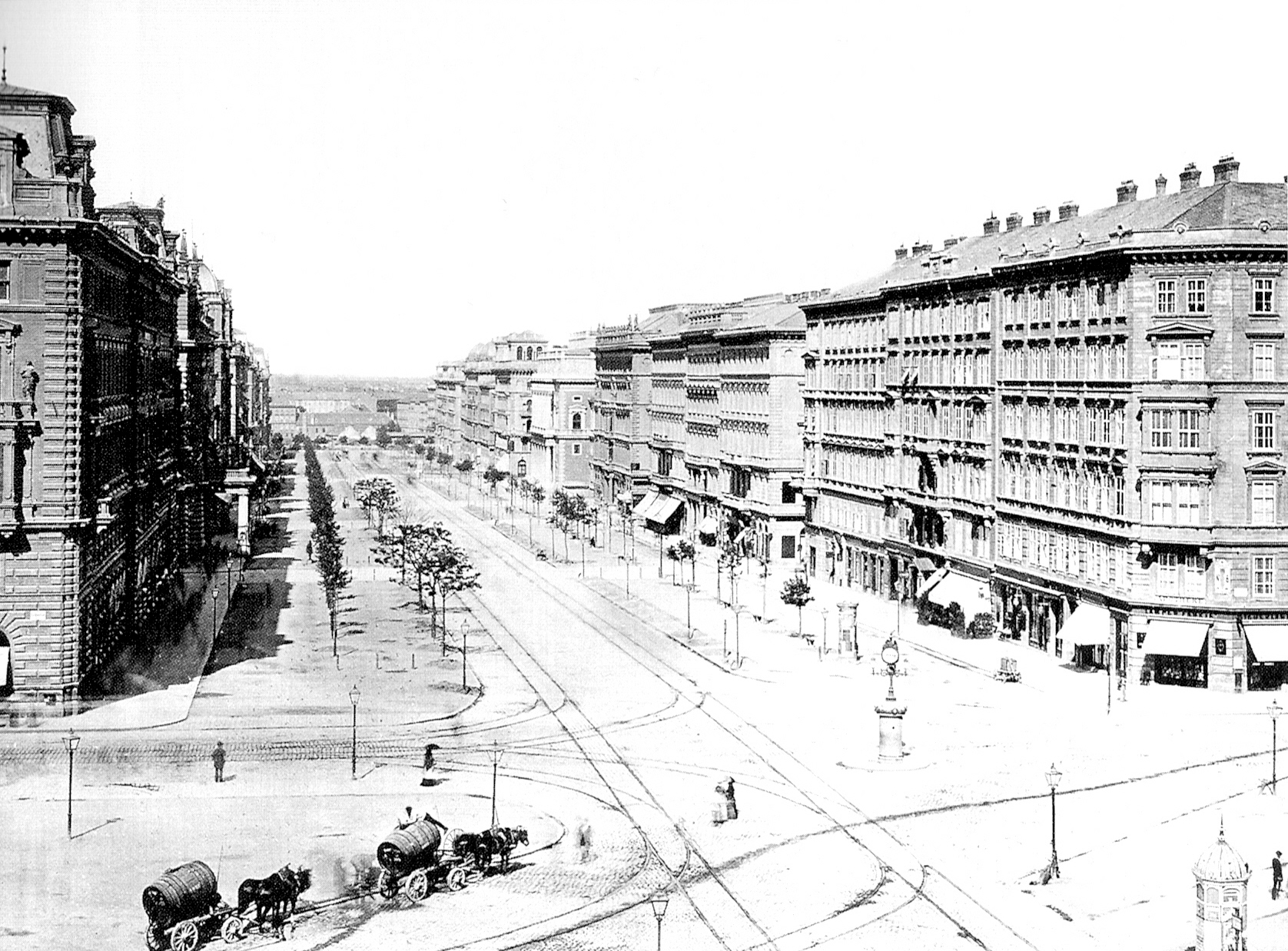
A seção Schottenring da Ringstraße em 1875

Em 1850, os subúrbios ou Vorstädte (hoje os Distritos II a IX) foram incorporados ao município, o que tornou as muralhas da cidade um impedimento para o tráfego. Em 1857, o imperador Francisco José I da Áustria emitiu o decreto "Eu resolvi comandar" (Es ist Mein Wille no Wikisource) ordenando a demolição das muralhas e fossos da cidade. Em seu decreto, ele estabeleceu o tamanho exato da avenida, bem como as posições geográficas e funções dos novos edifícios. A Ringstraße e os edifícios planejados foram projetados para ser uma vitrine para a grandeza e glória do Império Habsburgo. No plano prático, a construção da avenida do imperador Napoleão III da França em Paris já havia demonstrado como o alargamento e o alargamento do tamanho das ruas efetivamente dificultavam a construção de barricadas revolucionárias e, portanto, um alvo mais fácil para a artilharia.
Como a Ringstraße sempre foi destinada principalmente para exibição, uma Lastenstraße paralela (estrada de carga) foi construída na parte externa das antigas geleiras. Esta rua é comumente conhecida como 2-er Linie, nomeado após o número "2" nos identificadores das várias linhas de bonde que a usavam. Ainda é uma importante via de trânsito.
Após algumas disputas de competência entre o governo e o município, foi criado um "Fundo de Extensão da Cidade", que passou a ser administrado pelo governo. Apenas a prefeitura foi planejada pela prefeitura.
Durante os anos seguintes, um grande número de opulentos edifícios públicos e privados foram erguidos. Tanto a nobreza quanto a plutocracia correram para construir vistosas mansões e palácios ao longo da avenida. Um dos primeiros edifícios foi o Heinrichshof, de propriedade do cervejeiro Heinrich Drasche, que estava localizado em frente à Ópera Imperial e Real da Corte ou casa de ópera até 1945.
Uma das primeiras historiadoras de arte a estudar a Ringstraße é Renate Wagner-Rieger, professora e ex-aluna da Universidade de Viena.

## Subdivisão
Trechos da Ringstraße:
- Stubenring de Urania à Dr.-Karl-Lueger-Platz
- Parkring da Dr.-Karl-Lueger-Platz a Johannesgasse
- Schubertring (previamente Kolowrat Ring) da Johannesgasse à Schwarzenbergplatz
- Kärntner Ring da Schwarzenbergplatz à Kärntner Straße
- Opernring da Kärntner Straße à Eschenbachgasse
- Burgring da Eschenbachgasse à Bellariastraße
- Dr.-Karl-Renner-Ring (previamente Franzensring) a Bellariastraße bis Stadiongasse
- Dr.-Karl-Lueger-Ring (previamenteFranzensring) da Stadiongasse à Schottengasse
- Schottenring da Schottengasse à Franz-Josefs-Kai

Por vezes considera-se a Franz-Josefs-Kai como parte da Ringstraße, embora estritamente não forme parte dela.

## Edifícios
Entre os edifícios mais significativos da Ringstraße estão:
- Universidade (neo-renascentista)
- Igreja Votiva (neogótico)
- Câmara de Viena (neogótico)
- Museus de História Natural e História da Arte (neo-renascentista)
- Parlamento (neoclássico)
- Neue Burg (neobarroco)
- Burgtheater (neobarroco)
- Ópera Estatal de Viena (neo-renascentista)
- Wiener Musikverein (neoclássico)
- Antigo Ministério da Guerra (neobarroco)
- Bolsa (neo-renascentista)
- Palácios da Ringstraße

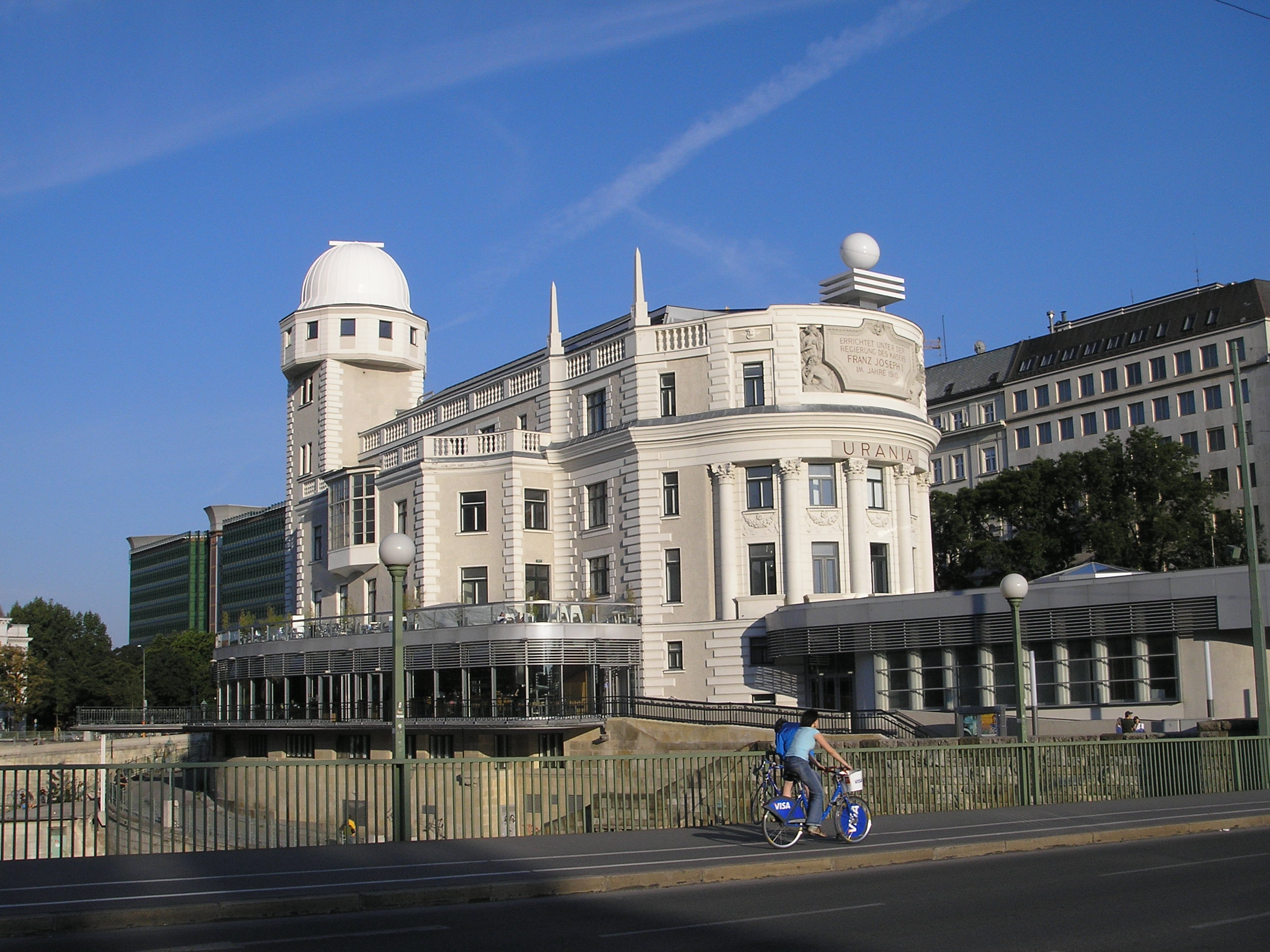
Urania
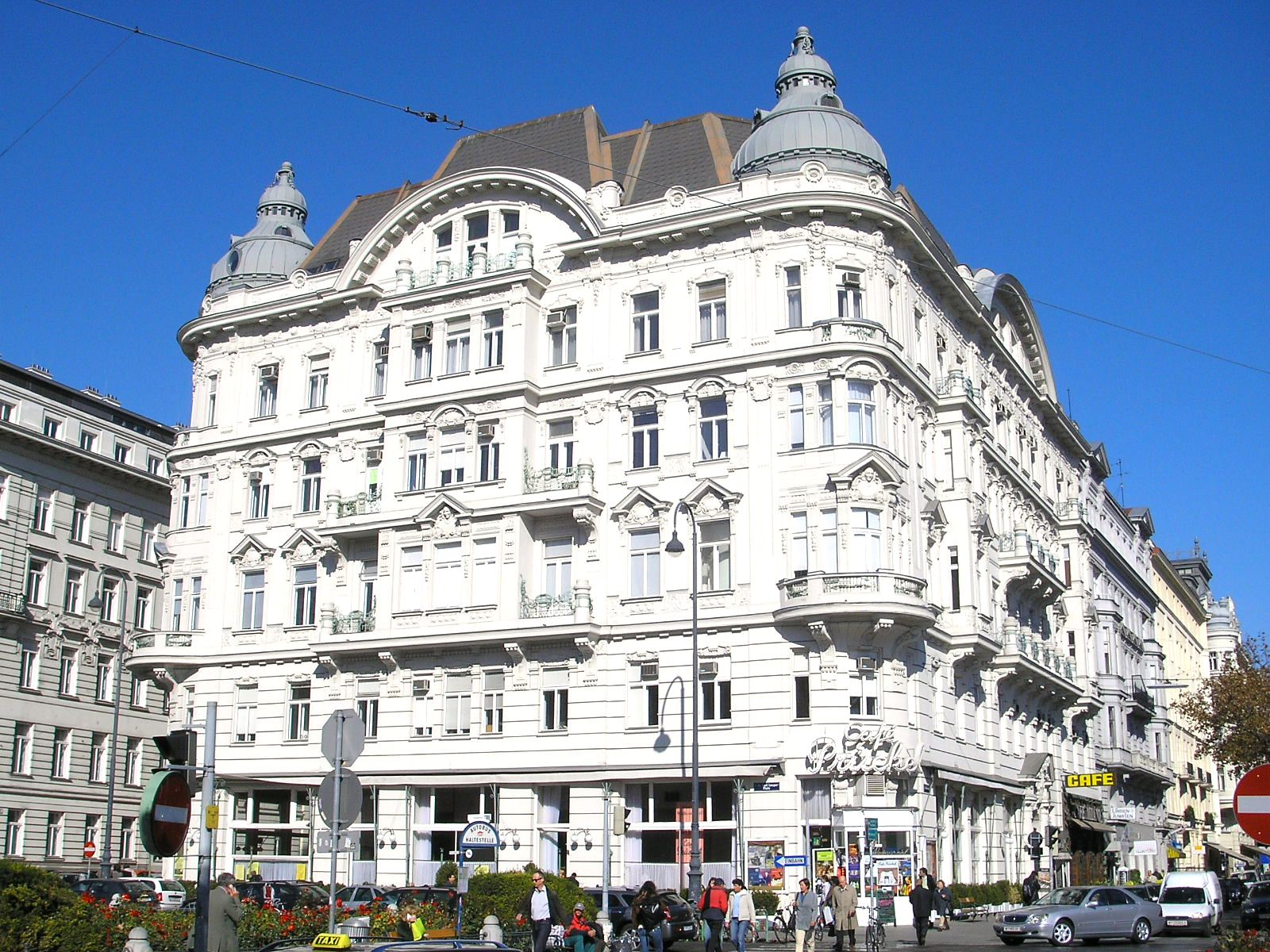
Café Prückel
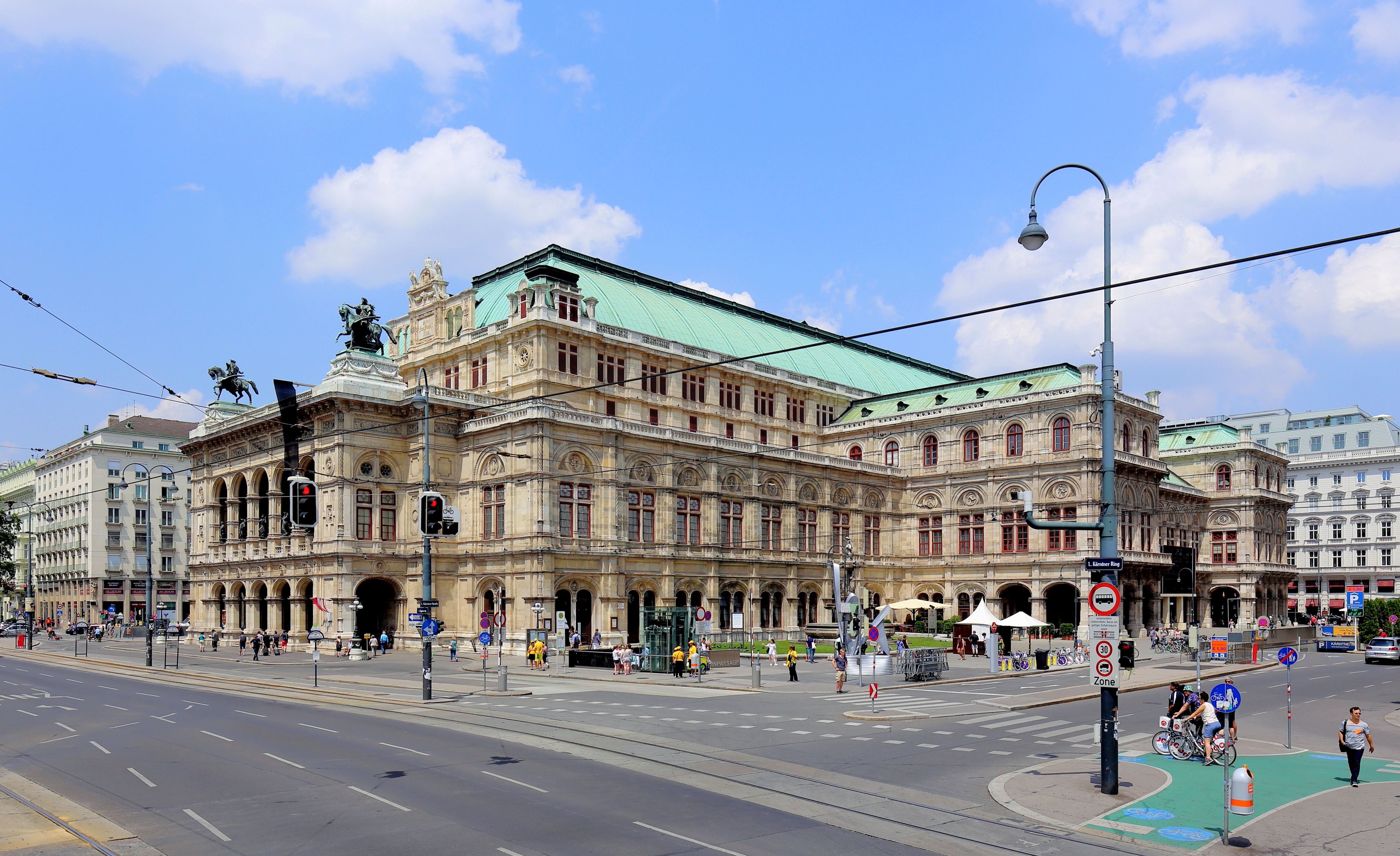
Ópera Estatal de Viena
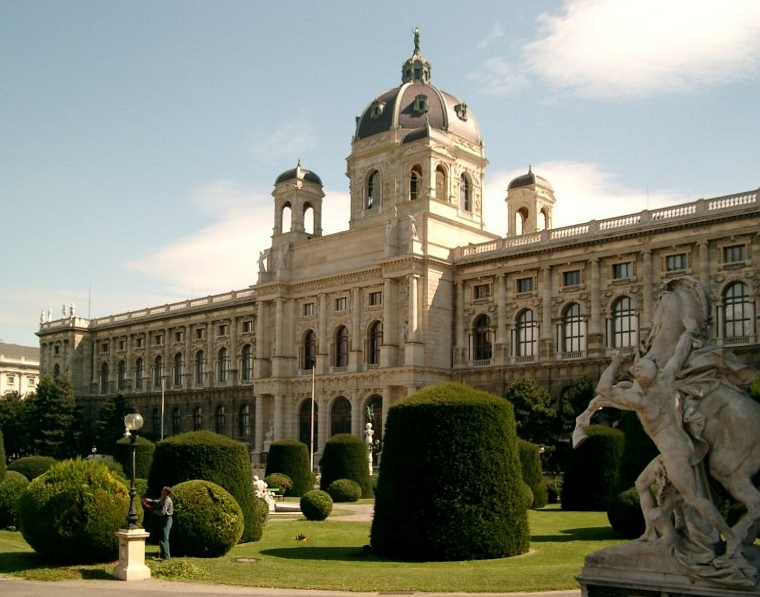
Museu de História da Arte
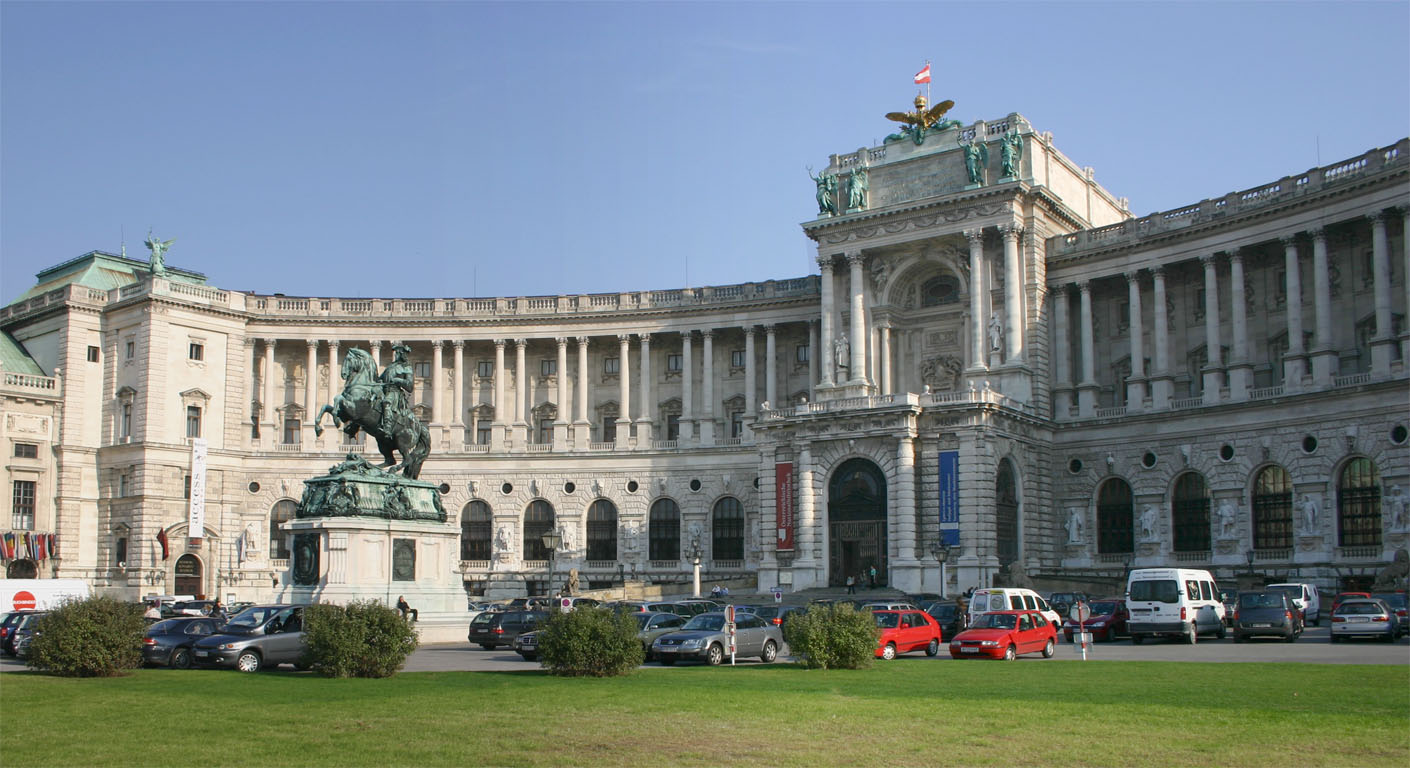
Neue Burg na Heldenplatz
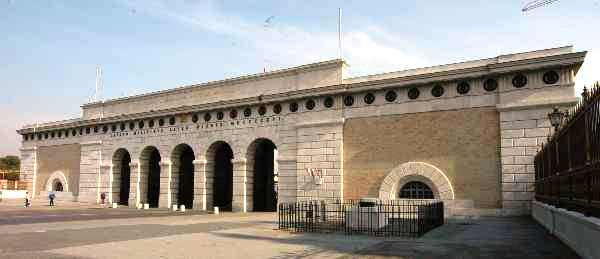
Äußeres Burgtor, da Ringstraße
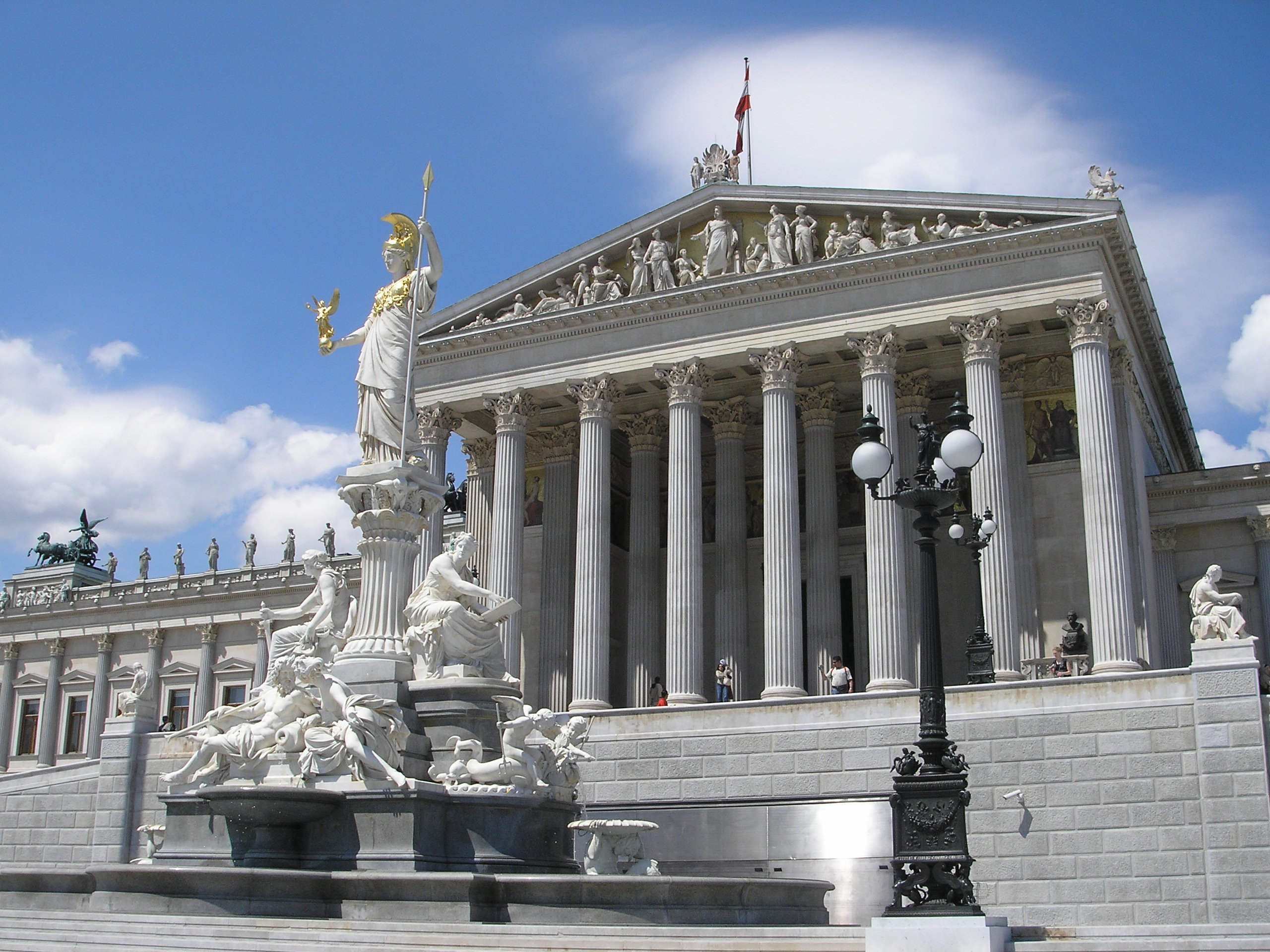
Parlamento
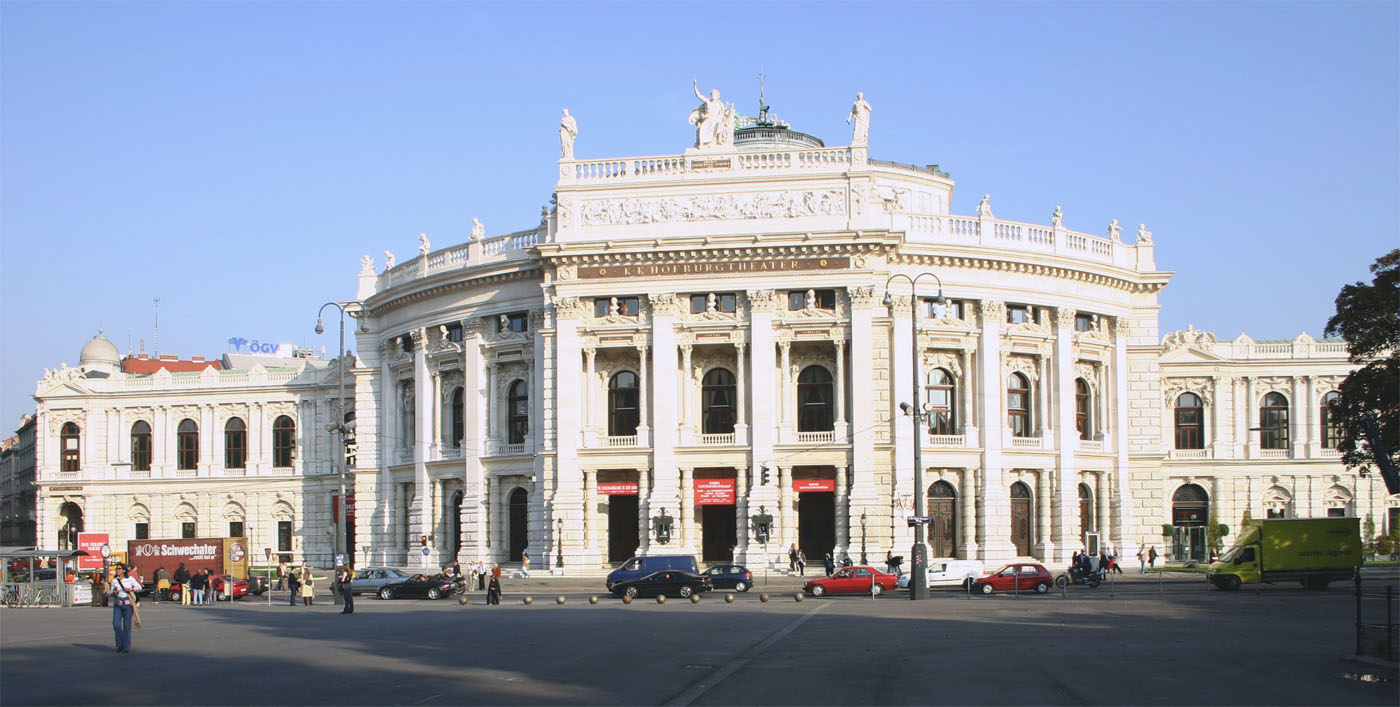
Burgtheater
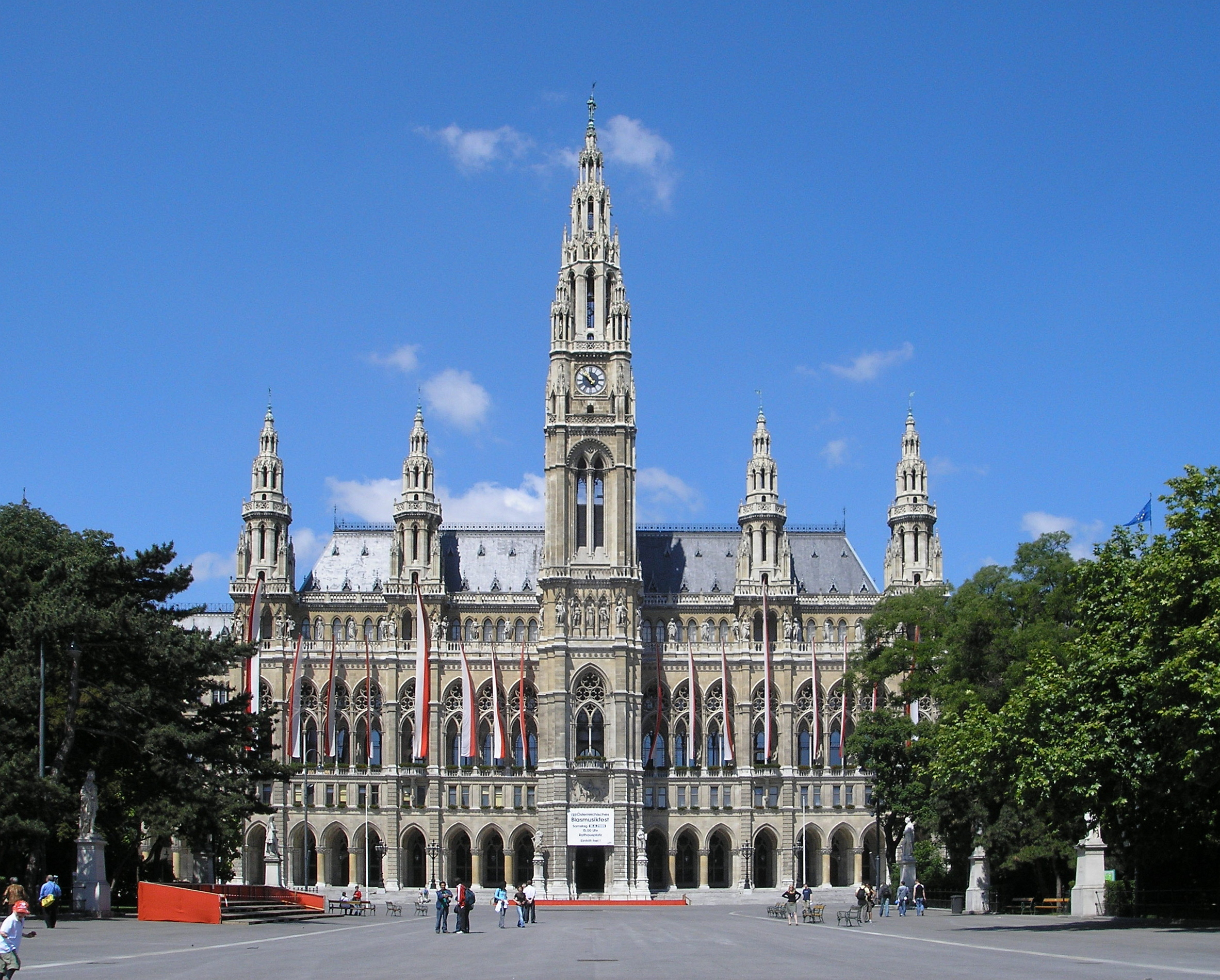
Câmara de Viena
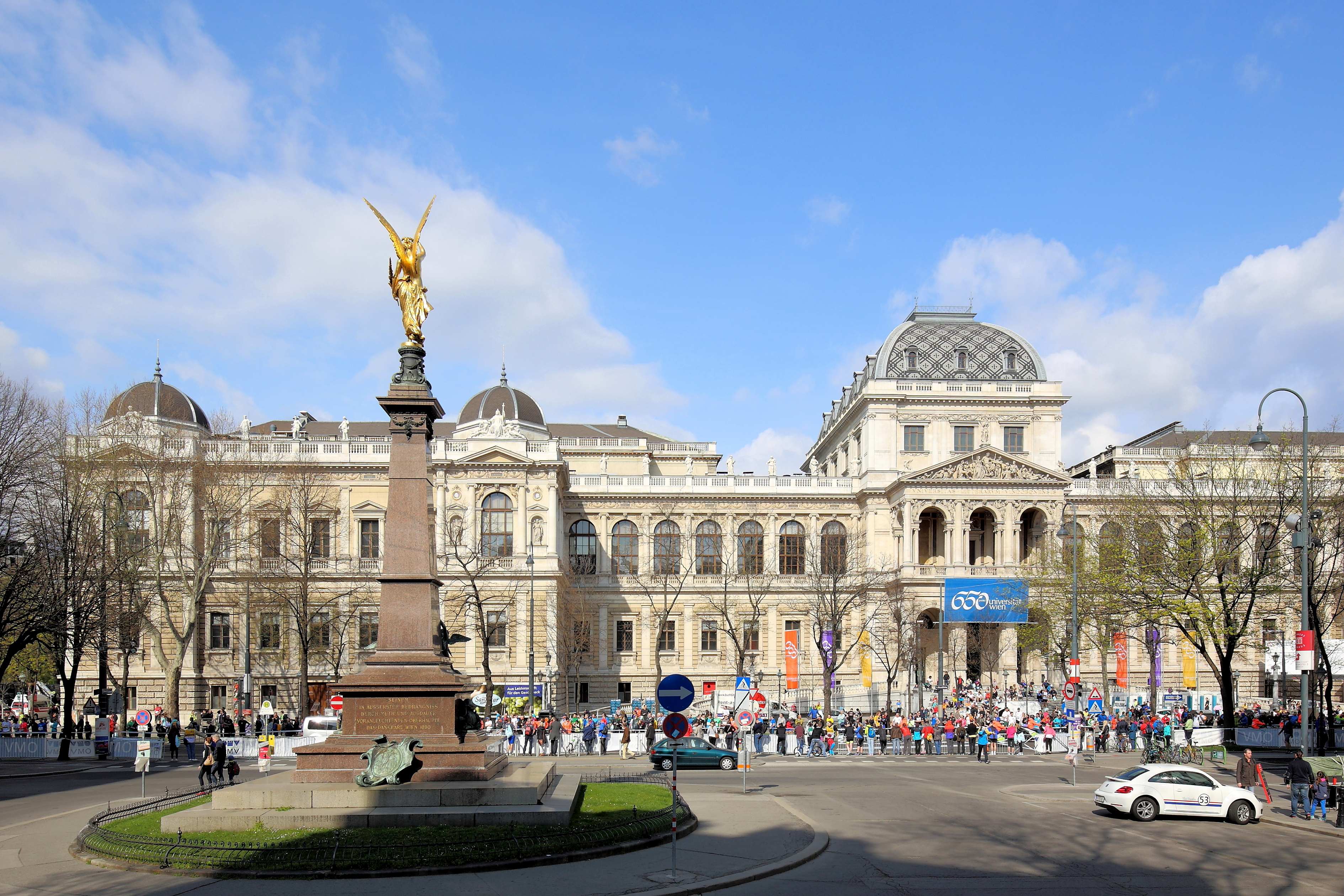
Universidade
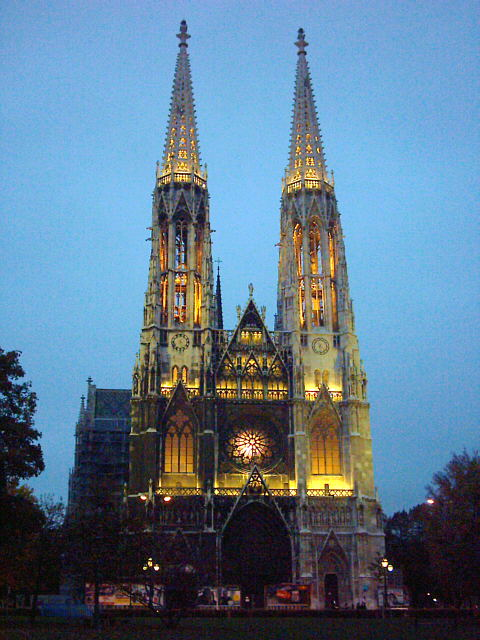
Igreja Votiva
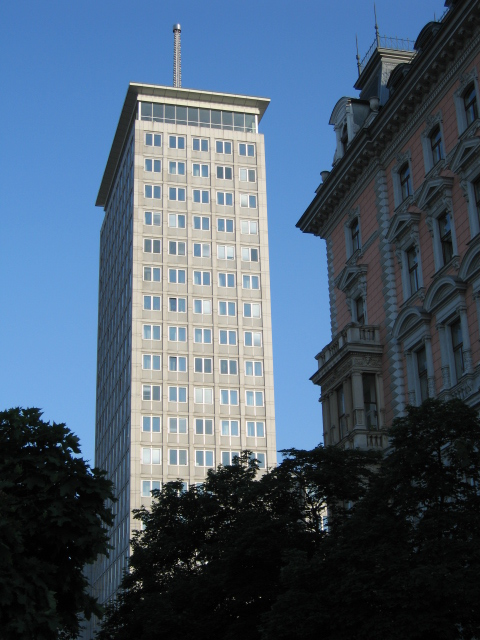
Ringturm

## Filmes
- Alfred Vendl, Otto Schwarz: Hinter den Fassaden. Die Geheimnisse der Wiener Ringstraße. (Documentário com Maximilian Schell como narrador). At, 50 Min., 2004.